# Православље у Италији
Православље је у Италији друга по величини верска деноминација у савременој Италији. Укупан број православних хришћана у земљи је, према попису из 2012. године, 1,4 милиона људи (око 2,3% становништва).
Православне у Италији већином чине економски мигранти из источне Европе: Румуни, Руси, Украјинци, Срби и други, иако православна традиција у овој земљи има веома дугу историју.

## Историја
Хришћанство је на територији данашње Италије присутно од античког доба. На овим просторима јеванђеље су проповедали антиохијски мисионари између 40. и 60. године. Православна црква се посебно из тог доба помиње свештеномученика Маркијана, првог епископа Сиракузе (30. октобар/12. новембар) и свештеномученика Панкратија, епископа Тавроменијског са Сицилије (9./22. јул). Да се хришћанство брзо ширило потврђују и Дела апостолска (Дел 28:12-13), као и сведочанство мучеништва свете мученице Агатије Катанске (5./18. фебруар), светог мученика Филаделфа из Лентинија (10./23. мај) и свете мученице Луције из Сиракузе (13./26. децембар) и многих других.
Процес постепеног формирања поделе хришћанства на источни (православни) и западни (католички) обред, након поделе царства на Источно и Западно римско царство 395. године, није имало утицаја на јужну Италију, где је Источно римско царство повратило контролу, током освајања цара Јустинијана, почетком VI века. Источни обред је у целини био доминантан облик хришћанства у јужној Италији и Сицилији у периоду од VI-XV века, захваљујући присутности грчког становништва од почетка античког доба. Упркос губитку Сицилије у IХ веку и његовој постепеној исламизацији, православна традиција наставила да опстаје на северозападу острва. Нека унутрашња подручја јужне Италије (на пример Бари) били су под контролом Византије све до 1071. године.
У првој половини VI века преподобни Иларион Велики је дуго боравио на Сицилији. У том периоду се шири монаштво које достиже невероватан развој: у X веку је само у Калабрији било више од хиљаду манастира. Период између IV и X века је био најплоднији. Међу многобројним познатим светитељима Православне цркве помињу се Свети Григоријe Акрагантски из Агриђента на Сицилији (23. новембар/6. децембар), Свети Лав Катански (20. фебруар/4. март), преподобни Јосиф Химнограф из Сиракузе (4./17. април) — највећи химнографа Православне цркве, и свети Методије патријарх Цариградски који је 843. године у време иконоборачких царева био велики бранилац икона.
23. августа 1054. након раскола, римски папа започиње први “крсташки поход” на православну цркву. Јужну Италију заузимају Нормани и она постаје потчињена Папској држави. Читави градови су били сравњени са земљом (Бари, Никозија...) или су сви становници били исељени и прогнани у резервате који су формирани у најизолованијим областима Апенина. Други “крсташки поход” је почео 30. марта 1282. и трајао је готово сто година: сви православни епископи су били убијени или принуђени да прихвате унију. Хиљаде и хиљаде становника је пребегло у Грчку — међу њима је био и преподобни Никифор Исихаста који је на Атосу био духовни учитељ светог Григорија Паламе. У XIV веку су се православни, који су некад сачињавали већинско становништво јужне Италије, свели на четвртину.
Након првог пада Цариграда 1204. у шоку од крсташа и Млечана, православна традиција у јужној Италији привремено губи утицај. Православни бивају под притиском Римокатолика да приме унију. Други пад Цариграда 1453. и османско освајање средњовековне Србијеа током XV и XVI века довели су до великог уплива српских и других избеглица са Балкана у Италију. Постоје мала насеља на југу земље која су остала православна до данас. Они су дуго држали вековну православну традицију на југу земље, мада с временом, постепено подлежу притисак покатоличавања.
У данашњој јужној Италији православних има веома мало али их карактерише велика виталност. Италијански митрополит Генадије под патронатом Васељенске патријаршије је за мање од десет година реконструисао два манастира и тридесетак парохија у којима служе млади свештеници. Чланови ових парохија су италијански Грци, Грци који су у Италији због студија, емигранти из Украјине, Белорусије, Румуније и Србије. Литургија се служи по грчкој традицији, али се поред грчког користи и италијански, црквенословенски, румунски... Многе православне парохије немају своје цркве, тако да Литургије обично служе у приватним становима или на отвореном, међу рушевинама старих манастира и некадашњих православних цркава.